# Марія Райтер
Марія Кубіш, уроджена Райтер (нім. Maria Kubisch (Reiter); 23 грудня 1909, Берхтесґаден — 28 липня 1992, Мюнхен) — коханка Адольфа Гітлера.

## Біографія
Вона була молодшою дитиною в родині. У сім'ї її називали «Міці». Сім'я належала до стану дрібних підприємців. Батько Карл був кравцем і одним із співзасновників осередку СДПН в Берхтесґадені. Мати була модисткою і утримувала маленький магазин текстильних товарів і одягу.
З Марією Райтер Гітлер познайомився в 1926 році в магазині в Оберзальцбергу, де вона працювала.
У 1927 році вона намагалася повіситися через нещасливе кохання до Гітлера на білизняній мотузці, прив'язавши її до ручки вікна. Її випадково виявив зять, врятував в останній момент і викликав сімейного лікаря. Це сталося після того, як Гітлер став уникати зустрічей з нею, навмисно переходив на інший бік вулиці, ледве побачивши її, а при випадкових зустрічах вдавав, що не впізнає. Причиною такої поведінки Гітлера послужив анонімний лист, отриманий мюнхенським відділенням партії. У ньому голова НСДАП звинувачувався в «розпусних діях відносно неповнолітньої». Гітлер побоювався, що це зашкодить його репутації, тим більше що з в'язниці в Ландсбергу його звільнили умовно-достроково. Йому, як іноземцю, при новому вироку загрожувало довгострокове ув'язнення в тюрмі з подальшою депортацією з країни. Він говорив: «Лише одна необережність — і я на шість років у в'язниці!». Гітлер відмовився від Марії, написавши їй короткого листа.
З 1931 по 1934 і в 1938 роках вона неодноразово зустрічалася з Гітлером. У 1938 році кілька разів відвідувала рідну домівку Гітлера в Леондінгу.
Паула Гітлер заявляла, що Адольф був закоханий в Марію Райтер і що вона була єдиною жінкою, яка могла б приборкати його руйнівні імпульси.
Після війни вона виступила на «захист чоловічої честі Гітлера», підтвердивши під присягою у нотаріуса докладно характер своїх відносин з Гітлером. Головна думка в них була, що Гітлер — як вона знає з власного досвіду — був справжнім чоловіком.

## Сім'я
Двічі виходила заміж, перший раз — за власника готелю. Однак шлюб не вдався, і в 1931 році Райтер кинула чоловіка.
Вдруге вийшла заміж в 1936 році за гауптштурмфюрера СС Георга Кубіша. Гітлер привітав Кубуша з його одруженням на зборах СС в Мюнхені. Коли Кубіш був убитий в 1940 році під час битви за Дюнкерк, Гітлер надіслав Марії сто червоних троянд.